# Aneta Szyłak
Aneta Szyłak (ur. 6 czerwca 1959 w Pucku, zm. 31 października 2023) – polska polonistka, kuratorka i krytyk sztuki. Organizatorka i pierwsza dyrektor Centrum Sztuki Współczesnej „Łaźnia” (1998–2001), organizatorka i pierwsza kierownik Nomus – Nowego Muzeum Sztuki (2021).

## Życiorys
Urodziła się w rodzinie Henryka i Ireny Janikowskich. Ukończyła I Liceum Ogólnokształcące im. Stefana Żeromskiego w Pucku (1978 r.), filologię polską oraz teorię literatury na Uniwersytecie Gdańskim (praca magisterska u prof. Anny Martuszewskiej, 1985 r.) i podyplomowe studia w Instytucie Archeologii i Etnografii na Uniwersytecie Mikołaja Kopernika w Toruniu (1987 r.).
Swoją pracę zawodową zaczynała w Pucku, w drugiej połowie lat 80., organizując wystawy sztuki współczesnej w salach Muzeum Ziemi Puckiej. Była dyrektorką Instytutu Sztuki Wyspa w Gdańsku (do stycznia 2015 r.), wiceprezeską Fundacji Wyspa Progress (do października 2015 r.). Współautorka koncepcji Centrum Sztuki Współczesnej „Łaźnia”, do powołania którego doprowadziła w 1998 r. Wiceprezes Sekcji Polskiej Międzynarodowego Stowarzyszenia Krytyków Sztuki AICA. W latach 1998–2001 pracowała jako dyrektorka tej instytucji. Odwołana z Łaźni w atmosferze skandalu (dwukrotnie musiała tłumaczyć się przed sądem z artystycznych posunięć, w wyniku pozwów Towarzystwa Opieki nad Zwierzętami oraz grupy mieszkańców), z oficjalnym zarzutem niegospodarności, obalonym potem przez Regionalną Izbę Obrachunkową.
W latach 2009–2014 była członkinią Rady Kultury Gdańskiej. Założycielka (Gdańsk 2014) i prezes Fundacji Alternativa zajmującej się promowaniem twórczości artystycznej, badawczej i kuratorskiej w dziedzinie sztuk wizualnych. Przed powstaniem Nomus – Nowego Muzeum Sztuki była pełnomocnikiem dyrektora Muzeum Narodowego w Gdańsku Jacka Friedricha ds. organizacji muzeum NOMUS (2015–2021). W 2019 r. zasiadała w Kapitule Nagrody Sztuki im. Marii Anto i Elsy von Freytag-Loringhoven.
Była stypendystką m.in. Fundacji Kościuszkowskiej i British Council oraz kuratorką wielu wystaw, jak np. Architectures of Gender. Contemporary Women’s Art in Poland w SculptureCenter w Nowym Jorku (2003 r.), Palimpsest Muzeum podczas Łódź Biennale w Pałacu Poznańskiego w Łodzi, BHP w Instytucie Sztuki Wyspa, Dialog Loci na terenie dawnej twierdzy w Kostrzynie nad Odrą (wszystkie w 2004 r.), Strażnicy Doków w Instytucie Sztuki Wyspa (2005 r.), Ewa Partum: Legalność Przestrzen w Wyspie i You won’t feel a thing w Kunsthaus Dresden (2006 r.).
Jest autorką kilkudziesięciu artykułów o sztuce współczesnej.
W marcu 2022 r. w atmosferze skandalu wyszła na jaw informacja o zwolnieniu Anety Szyłak przez Muzeum Narodowe w Gdańsku. Umowa Anety Szyłak wygasła z końcem 2021 r. i nie została przedłużona, informacja ta nie została upubliczniona. W tym samym miesiącu gdańskie środowiska artystyczne zorganizowały akcje protestacyjne w obronie zwolnionej kierownik. Z kolei Obywatelskie Forum Sztuki Współczesnej wystosowało petycję do Marszałka Województwa Pomorskiego i Prezydent Miasta Gdańska w sprawie Anety Szyłak. Wielu protestujących artystów i artystek wystosowało hasło NOMUS jest Anetą które podkreślało zasługi Szyłak na rzecz NOMUS-u. Szyłak była główną organizatorką powstającego muzeum, a także jest autorką manifestu i nazwy tej instytucji. Wyżej wymienione akcje nie przyniosły zamierzonego skutku. Muzeum Narodowe w Gdańsku w oficjalnym oświadczeniu poinformowało, że wkrótce ma zostać ogłoszony konkurs na stanowisko kierownika Nomus – Nowego Muzeum Sztuki. Po zaistniałej sytuacji Aneta Szyłak w jednej z rozmów stwierdziła, że została szantażem wmanipulowana w sytuację przejścia na emeryturę. Dodała także że podczas pełnienia funkcji pełnomocnika i następnie kierownika muzeum NOMUS, była ona razem ze swoim zespołem wyszydzana przez dyrekcję Muzeum Narodowego w Gdańsku. Ponadto stwierdziła ona, że dyrekcja muzeum psuła relacje sponsorskie i odbierała wpływ na istotne decyzje dotyczące muzeum NOMUS.
Zmarła 31 października 2023 r. po walce z ciężką chorobą. 10 listopada 2023 r. o godz. 14 odbyła się humanistyczna ceremonia pogrzebowa, po której urna z jej prochami została złożona w kolumbarium cmentarza Garnizonowego w Gdańsku. Tego samego dnia o godz. 16. w Muzeum NOMUS odbyła się ceremonia upamiętniająca dorobek Anety Szyłak.

## Nagrody
- Nagroda Krytyki Artystycznej im. Jerzego Stajudy za rok 2004 – za „niezależną i bezkompromisową praktykę kuratorską” oraz wystawę Architectures of Gender[15].
- nagroda „Ludzie Dużego Formatu” za rok 2006, przyznana przez dodatek „Gazety Wyborczej” „Duży Format” osobom, które „Mają odwagę. W swoich pomysłach są zawsze kilka kroków przed innymi. Zmienianie świata zaczynają od swojego podwórka”[16]
- Nagroda Prezydenta Miasta Gdańska w Dziedzinie Kultury z okazji jubileuszu 10-lecia miejskiej instytucji kultury Centrum Sztuki Współczesnej „Łaźnia” (2008)[17]
- Nagroda Prezydenta Miasta Gdańska w Dziedzinie Kultury za propagowanie wiedzy o sztuce, a także za nieugiętą postawę obrończyni dziedzictwa stoczniowego (2015)[17]
- Nagroda Prezydenta Miasta Gdańska w Dziedzinie Kultury z okazji działalności twórczej (2023)[17]